# San Miguel (Iloilo)
San Miguel è una municipalità di quinta classe delle Filippine, situata nella Provincia di Iloilo, nella Regione del Visayas Occidentale.
San Miguel è formata da 24 baranggay:
- Bgy. 1 Pob. (Roxas St.)
- Bgy. 2 Pob. (Savilla Sto. Rosario)
- Bgy. 3 Pob. (A.S.Suarez St. Zone 1)
- Bgy. 4 Pob. (A.S.Suarez East)
- Bgy. 5 Pob. (Santiago St.North)
- Bgy. 6 Pob. (Santiago St.South)
- Bgy. 7 Pob. (San Roque St.South)
- Bgy. 8 Pob. (Montano - San Roque)
- Bgy. 9 Pob. (Salazar San Jose)
- Bgy. 10 Pob. (R.V.Sanchez St. South)
- Bgy. 11 Pob. (R.V.Sanchez St. North)
- Bgy. 12 Pob. (Sales Malaga Saliedo)

- Bgy. 13 Pob. (Sta.Rita-Saclauso St.)
- Bgy. 14 Pob. (San Miguel North)
- Bgy. 15 Pob. (San Miguel South)
- Bgy. 16 Pob. (San Agustin St.)
- Consolacion
- Igtambo
- San Antonio
- San Jose
- Santa Cruz
- Santa Teresa
- Santo Angel
- Santo Niño